# La Belle et la Bête
Pour les articles homonymes, voir la section dédiée ci-dessous.
La Belle et la Bête est un conte-type, identifiable dans le monde entier en dépit de variantes locales (numéro 425C dans la classification Aarne-Thompson), contenant des thèmes ayant trait à l'amour et la rédemption.
Une jeune fille que l’on appelle « la belle » se sacrifie pour sauver son père, condamné à mort pour avoir cueilli une rose dans le domaine d'un terrible monstre. Contre toute attente, la Bête épargne la Belle et lui permet de vivre dans son château. Elle s'aperçoit que, derrière les traits de l'animal, souffre un homme victime d'un sortilège. Le conte a fait l'objet de nombreuses adaptations au cinéma, au théâtre et à la télévision au cours du XXe siècle, notamment un long-métrage de Jean Cocteau et deux adaptations, l'une d'animation, l'autre en prise de vue réelle, par les studios Disney.

## Origines
L'une des versions les plus anciennes de ce conte est sans doute celle d'Apulée, Amour et Psyché (extrait de l’Âne d'Or ou Les Métamorphoses), qui date du IIe siècle. En 1550, Francesco Straparola en donna une version qu'il avait tirée du folklore italien et qu'il publia dans ses Nuits facétieuses (Le Roi Porc, deuxième nuit, 1er conte).
Il apparut pour la première fois en France sous la plume de Gabrielle-Suzanne de Villeneuve, en 1740, dans un recueil de contes, La Jeune Américaine et les contes marins, publié anonymement, où différents passagers d'une traversée maritime se racontent des histoires pour passer le temps. Le conte y est raconté par la femme de chambre de l'héroïne.
Il ne connut véritablement la célébrité que lorsqu'il fut abrégé et repris par Jeanne-Marie Leprince de Beaumont dans son manuel d'éducation Le Magasin des enfants, publié à Londres en 1756. Cette dernière supprima, en particulier, toute la seconde partie, où Madame de Villeneuve relatait la querelle des fées expliquant l'origine royale de la Belle, mais ajoute un dialogue dans lequel la gouvernante Mlle Bonne débat avec ses élèves. C'est sur cette version que sont basées la plupart des adaptations ultérieures.
Certains auteurs et experts ont suggéré que l'histoire de la Belle et la Bête pourrait être influencée par une histoire vraie. Ce serait l'histoire de Pedro Gonzales (dit Petrus Gonsalvus), né au XVIe siècle sur l'île de Tenerife (Espagne), qui a été portée à la cour du roi de France Henri II,. Il souffrait d'hypertrichose, provoquant une croissance anormale des cheveux sur le visage et d'autres parties. À Paris, il a été accueilli sous la protection du roi et a épousé une belle femme parisienne nommée Catherine.

## Analyse
(juillet 2024).

### La Belle
Le conte présente comme situation initiale un riche marchand et ses six enfants, trois fils et trois filles, dont la fille cadette est plutôt identifiée par une qualité (sa beauté) que par son nom. Alors que ses deux grandes sœurs sont gâtées et capricieuses, n'ayant goût que pour le luxe et la richesse, la Belle est douce, modeste et s’intéresse à la lecture. Elle entretient une relation très forte avec son père, au point de se sacrifier à sa place lorsque ce dernier se retrouve condamné à mort par la Bête pour avoir cueilli une rose appartenant à celle-ci. La Belle part vivre chez la terrible Bête et découvre, au-delà de sa laideur, un être généreux qui ne demande qu'à aimer et se faire aimer en retour.

« Vous m'apprîtes à démêler les apparences qui déguisent toutes choses. Je sus que l'image trompe, et nos sens et nos cœurs. Vous m'apprîtes encore à ne point suivre les mouvements de l'esprit et que le monde ne me serait donné qu'en pensant […] Absenté de votre corps d'homme, vous l'exhibiez au gré des tableaux et des rêves afin que j'en recueillisse les images éparses. Prisonnière de votre palais et de sa cour assoupie d'un sommeil minéral, je régnais à mon insu sur votre vie, puisque j'en détenais les fragments jetés de part et d'autre du miroir et que mon amour seul pouvait en rassembler le sens. »

### La Bête
« Le monstre se fit entendre. Un bruit effroyable, causé par le poids énorme de son corps, par le cliquetis terrible de ses écailles et par des hurlements affreux, annonça son arrivée. En voyant approcher la Bête, qu'elle ne put envisager sans frémir en elle-même, la Belle avança d'un pas ferme, et d'un air modeste salua fort respectueusement la Bête. Cette démarche plut au monstre. Se retournant vers la Belle, il lui dit : Bonsoir, la Belle. »

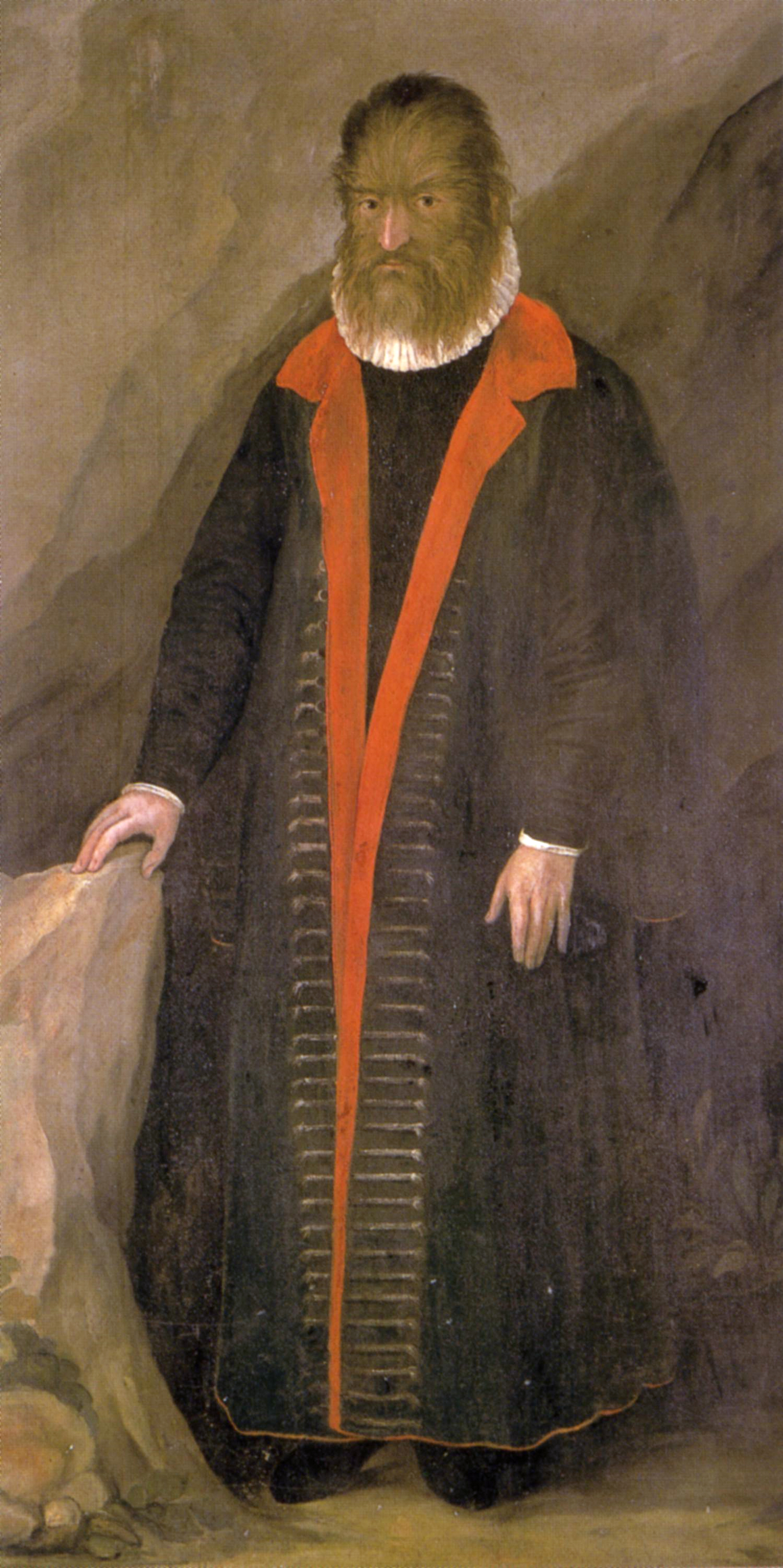
Pour certains auteurs, l'histoire de Pedro Gonzales (image) a inspiré l'histoire de la Belle et la Bête,.

Le rôle du monstre permet au héros ou à l’héroïne de maîtriser sa peur et d’exercer ses propres forces. Les angoisses de dévoration et de mort qui assaillent la Belle face à la Bête sont autant d’aspects de l’ombre, dans la rencontre profonde de l’autre, et surtout avec le masculin dans l’intime de la sexualité. Rapace, lion, sanglier ou chimère selon les versions, la Bête était autrefois un beau prince puni par une fée pour ses mauvaises actions. Une version raconte qu'une vieille femme habillée de haillons et dont la mine était repoussante frappa à la porte d'un jeune et beau prince  (mais incroyablement vaniteux et inhospitalier) pour mander de la nourriture ou pour dormir sous son toit. Il aurait moqué l'apparence de la mendiante et l'aurait rejetée. La vieille était en fait une très belle fée qui s'était déguisée et cette dernière punit le prince pour cette action. Elle le condamna à une apparence monstrueuse de bête qui ferait fuir toutes les femmes qui s'approcheraient de lui sauf l'élue de son cœur qui ne se fiera pas à son physique mais à sa beauté intérieure.
Terré dans son château fantastique, le malheureux monstre attend l'amour d'une femme pour être libéré du sortilège. Amour qui viendra en la personne de la Belle.

### Le conte
« [Ce conte] apprend aux enfants à distinguer la laideur morale de la laideur physique, à favoriser le rayonnement d’une intelligence, d’un cœur, d’une âme que rend timide un extérieur ingrat. […] Les deux sœurs de la Belle ont épousé deux gentilshommes dont l’un symbolise la beauté et l’autre l’intelligence ; ce n’est pas là le vrai fondement d’un amour solide, mais la bonté. Ainsi la Belle ne peut se défendre d’aimer la Bête à cause des attentions inlassables dont celle-ci l’entoure. Le don de soi est justifié par l’estime des bonnes qualités de la personne à laquelle on veut unir sa vie ; ainsi les jeunes filles apprennent l’usage du véritable amour. La Belle, voyant à quelle extrémité elle réduit par ses refus la pauvre Bête, passe sous l’impulsion  de la compassion unie à l’estime, de l’amitié à l’amour. Des sentiments purs, estime, délicatesse, élégance morale, reconnaissance en sont les motifs. On trouve ici la justification des mariages fréquents à cette époque, entre hommes mûrs, souvent veufs, et filles très jeunes. Il ne restait à ces maris âgés qu’à entourer leur jeune épouse de tous les égards, et aux jeunes femmes à respecter la situation mondaine et la valeur des quadragénaires. »

— Marie-Antoinette Reynaud, Madame Leprince de Beaumont, vie et œuvre d'une éducatrice, 1971

## Analogies
- À l'est du soleil et à l'ouest de la lune (conte norvégien).
- La Fleur écarlate (en) (conte russe de Sergueï Aksakov).

## Adaptations
La Belle et la Bête a été adapté au cinéma dans divers films dont les plus connus restent la version de Cocteau en 1946 et celle des studio Disney parue en 1991. On trouve également beaucoup d'adaptations littéraires, télévisuelles et théâtrales.

### Cinématographiques
- La Belle et la Bête[7], écrit par Madame Leprince de Beaumont 1757
- La Belle et la Bête, film produit par Pathé Frères, sorti en 1899[8]
- La Belle et la Bête, d'Albert Capellani (11 min, muet), sorti en 1908, produit par Pathé-Frères, avec Julienne Mathieu
- La Belle et la Bête, dessin animé américain réalisé pour le compte de Warner Bros. Cartoons par Friz Freleng, sorti en 1934
- La Belle et la Bête, film réalisé par Jean Cocteau, sorti en 1946, avec Jean Marais et Josette Day
- La Fleur écarlate, dessin animé russe réalisé par Lev Atamanov, sorti en 1952, scénario de Gueorgui Grebner d'après le conte de Sergueï Aksakov
- La Belle et la Bête, film réalisé par Edward L. Cahn, sorti en 1962, avec Joyce Taylor et Mark Damon
- La Belle et la Bête, film réalisé par Juraj Herz, sorti en 1979
- La Belle et la Bête réalisé par Eugène Marner, sorti en 1987, avec Rebecca De Mornay et John Savage
- La Belle et la Bête, dessin animé réalisé pour le compte des studios Disney par Gary Trousdale et Kirk Wise, sorti en 1991
  - La Belle et la Bête 2 : Le Noël enchanté, dessin animé des studios Disney, sorti en 1997
  - Le Monde magique de la Belle et la Bête, dessin animé des studios Disney, sorti directement en vidéo en 1998
- La Belle et la Bête, opéra de Philip Glass créé en 1994
- La Belle et la Bête (titre original : Rock Erotic Picture Show), film pornographique réalisé par Luca Damiano, sorti directement en vidéo en 1997[9] avec Erica Bella et Andrew Youngman.

- La Belle et la Bête, film réalisé par David Lister, produit en 2009
- Sortilège, film réalisé par Daniel Barnz et sorti en 2011 au cinéma, avec Vanessa Hudgens et Alex Pettyfer
- La Belle et la Bête, film de Christophe Gans, sorti en 2014, avec Léa Seydoux et Vincent Cassel.
- La Belle et la Bête, film de Bill Condon, sorti en 2017, avec Emma Watson et Dan Stevens
- Belle, film d'animation de Mamoru Hosoda, sorti en 2021, avec les voix françaises de Louane Emera, Florent Dorin et Antonin Icovic. Titre original : Ryu to Sobakasu no Hime
- La Belle et la Bête, film de Mathieu Morel, sorti en 2021, avec Léolo Victor-Pujebet, Pascale Faure et Aurélien Deniel

### Musicales
- Zémire et Azor d'André-Ernest-Modeste Grétry est un opéra-comique de 1771, adaptation du conte La Belle et la Bête. Cet opéra (livret de Jean-François Marmontel) a été écrit pour les fiançailles du roi Louis XVI.
- Les Entretiens de la Belle et de la Bête, pièce pour piano à quatre mains de Maurice Ravel (1908) extraite du recueil Ma Mère l'Oye, secondairement orchestrée (1912).
- La Belle et la Bête est une chanson de 1975 interprétée par Gérard Lenorman, écrite par Maurice Vidalin et composée par Jean-Michel Jarre (dont il reprendra le thème sous le titre Second rendez-vous).
- Beauty And The Beast est une chanson de Stevie Nicks, extraite de l'album The Wild Heart, sorti en 1983. Longue et enchanteresse, elle incarne le monde ensorcelé propre à Stevie Nicks, dont La Belle et la Bête de Jean Cocteau est un des films préférés[10].
- Philip Glass composa en 1994 un opéra sur le film de Cocteau, une sorte d'opéra hybride où la musique de Glass est calquée sur le film de Cocteau.
- Beauty And The Beast, est une chanson du groupe de métal finlandais Nightwish, issue de leur premier album Angels Fall First, sorti en 1997.
- La Belle et la Bête, est une chanson du groupe Babyshambles, avec la participation de Kate Moss, sortie en 2005 dans l'album Down in Albion.
- La Belle et la Bête, est un album de guitare classique et un spectacle de conte musical de Valfeu[11] (Antoine Aureche), sorti en décembre 2022.

### Télévisuelles
- La Belle et la Bête, téléfilm réalisé par Fielder Cook, diffusé initialement en 1976, avec George C. Scott dans le rôle de la Bête.
- Beauty and the Beast, téléfilm réalisé par Roger Vadim, épisode 6 de la saison 3 de Faerie Tale Theatre (1984).
- La Belle et la Bête, série télévisée américaine, diffusée pour la première fois de 1987 à 1990 sur CBS avec Ron Perlman et Linda Hamilton
- Once Upon A Time, série télévisée américaine diffusée depuis 2011 sur la chaîne ABC, proposant une libre réinterprétation de La Belle et la Bête par le biais des personnages de Rumplestiltskin (Robert Carlyle) et de Belle (Emilie de Ravin)
- Beauty and the Beast, série diffusée sur The CW avec Kristin Kreuk et Jay Ryan
- Un épisode de la série d'animation Simsala Grimm[12].
- La Bella e la Bestia[13], film de Fabrizio Costa, sorti en 2014 avec Blanca Suárez et Alessandro Preziosi série diffusée sur Rai 1 en 2014 .

### Théâtrales
- La Belle et la Bête est une comédie musicale, montée pour les parcs à thèmes Disney en 1992 par Walt Disney Entertainment.
- La Belle et la Bête est une comédie musicale, montée pour la première fois à Broadway en 1994 par Walt Disney Theatrical Productions.
  - Une version française ayant débuté le 24 octobre 2013 au Théâtre Mogador
- La Belle et la Bête est une comédie musicale, montée par Sylvain Meyniac en 1999

### Chorégraphiques
- La Belle et la Bête, ballet de Maurice Béjart, musique de Jean Prodomidès (1962)
- La Belle et la Bête est un ballet, créé en 2013 par Ethery Pagava et interprété pour les rôles principaux par Ana Pinto, Mikhaïl Avakov, Jian Yé, Asuka Sato, Rodolphe Fouillot et Arnaud Mufraggi.
- La Belle et la Bête est un ballet créé par Thierry Malandain en 2016, musique de Tchaïkovski (extraits de E. Onégine, Hamlet, et des symphonies 5 et 6)[14].

### Littéraires
- La Belle et la Bête, roman précieux, Madame Suzanne de Villeneuve XVIIIe siècle, 1740.
- La Belle et la Bête, reprise du roman de Madame de Villeneuve en conte, par Madame Leprince de Beaumont XVIIIe siècle, 1756.
- La Belle et la Bête, roman policier de Fredric Brown, 1966.
- Belle, roman de Robin McKinley, 1978.
- La Bête et la Belle, roman policier de Thierry Jonquet, 2000.
- Le Roman de la Belle et la Bête, de Bernard Simonay, 2000.
- Là où la mer commence, roman de Dominique Demers.
- Annabel et la Bête, album de Dominique Demers, 2002.
- Des belles et des bêtes, anthologie de fiancés animaux, établie et postfacée par Fabienne Raphoz Éditions José Corti, 2003.
- La Belle et la Bête, bande dessinée de la série Mélusine, 2004.
- Sortilège, roman d'Alex Flinn, 2007.
- Le blog de la belle, Mary Temple.
- Trois histoires de La Belle et la Bête racontées dans le monde, recueil jeunesse, troisième tome de la collection « Le tour du monde d'un conte » par les Editions Syros - on y retrouve La Belle et la Bête de Mme Leprince De Beaumont dans sa version intégrale, la version norvégienne A l'est du Soleil et à l'ouest de la Lune et la version japonaise Le choja escargot, 2011
- La Belle et la Bête, novélisation du film de Christophe Gans par Vanessa Rubio-Barreau (Gallimard Jeunesse, 2014)[15].
- Belle et la Bête, livre illustré en découpe laser, de Céline Pibre et Frédéric Cartier-Lange, (éditions Papiers Coupés, 2016).
- La Bête du Bois Perdu, de Nina Gorlier, Magic Mirror Editions, 2018.
- Ma vie de monstre, Anne Pouget-Tolu, roman, éditions Scrinéo, 2018.
- Histoire Éternelle, Adeline Maucolin, Homoromance éditions, 2020.

### Internet
- University Ever After, web-série reprenant des personnages de contes de fées au XXIe siècle et allant tous à la même université

### Bande dessinée
- La Belle et la Bête de Patrick Sobral (Delcourt, 2008)
- Memento Mori de Rann (Delcourt, 2011 (tome 1)), librement inspiré du conte.
- La Princesse et la Bête de Yū Tomofuji (Pika Édition, 2015-2020), librement inspiré du conte.
- La Belle et la Bête de Jul (GrandPalaisRmn éditions, septembre 2025)